# Hösbach
Hösbach är en köping (Markt) Landkreis Aschaffenburg i Regierungsbezirk Unterfranken i förbundslandet Bayern i Tyskland. Folkmängden uppgår till cirka 13 000 invånare, på en yta av 31 kvadratkilometer.